# Кондратенко, Алексей Николаевич
Алексей Николаевич Кондратенко (род. 16 декабря 1969) — российский предприниматель и политик, член Совета Федерации (с 2015), сенатор Российской Федерации. Член Комитета Совета Федерации по аграрно-продовольственной политике и природопользованию. Сын бывшего губернатора Краснодарского края и члена Совета Федерации Николая Игнатовича Кондратенко.
Находится под персональными международными санкциями 27 стран ЕС, Великобритании, США, Канады, Швейцарии, Австралии, Украины, Новой Зеландии.

## Биография
В 1993 году получил высшее агрономическое образование в Кубанском государственном аграрном университете, в 2001 году получил там же квалификацию экономиста, а в 2009 году защитил диссертацию «Агробиологические особенности создания насаждений яблони в прикубанской зоне садоводства» на соискание учёной степени «кандидат сельскохозяйственных наук».
Занимался предпринимательством в сфере средств связи — до 2004 года занимал должность генерального директора ООО «Кубанские телесистемы», затем стал совладельцем ЗАО «Новтелеком» и начальником службы экономики инвестиционных проектов ОАО «Южная телекоммуникационная компания».
В 2007 году избран депутатом Законодательного собрания Краснодарского края IV созыва по списку партии «Единая Россия», в 2012 году переизбран. Являлся секретарём Комитета по топливно-энергетическому комплексу, транспорту и связи, с февраля 2014 года возглавлял Комитет по вопросам использования природных ресурсов и экологической безопасности.
Состоял председателем совета Краснодарского краевого союза потребительского общества.
23 сентября 2015 года на официальном сайте администрации края было опубликовано постановление нового главы администрации Вениамина Кондратьева, вступившего в должность накануне, о наделении Кондратенко полномочиями члена Совета Федерации — представителя исполнительного органа государственной власти края (сенатора) (ранее Кондратьев работал под руководством отца Алексея Кондратенко — бывшего краснодарского губернатора Николая Кондратенко). Вошёл в Комитет по аграрно-продовольственной политике и природопользованию.
23 сентября 2020 года переизбранный на новый срок губернатор Кондратьев подтвердил полномочия Кондратенко в Совете Федерации.
Из-за обвинений в поддержке российской агрессии и нарушения территориальной целостности Украины во время российско-украинской войны находится под персональными международными санкциями разных стран. С 9 марта 2022 года находится под санкциями всех стран Европейского союза. С 15 марта 2022 года находится под санкциями Великобритании. С 30 сентября 2022 года находится под санкциями Соединенных Штатов Америки. С 23 марта 2022 года находится под санкциями Канады. С 16 марта 2022 года находится под санкциями Швейцарии. С 21 апреля 2022 года находится под санкциями Австралии. Указом президента Украины Владимира Зеленского от 7 сентября 2022 находится под санкциями Украины. С 3 мая 2022 года находится под санкциями Новой Зеландии.

## Награды
- Медаль ордена «За заслуги перед Отечеством» II степени (19 сентября 2019 года) — за большой вклад в развитие парламентаризма, активную законотворческую деятельность и многолетнюю добросовестную работу[4][11]
- Почетная грамота Правительства Российской Федерации (17 января 2023 года) — за большой вклад в развитие российского парламентаризма и активную законотворческую деятельность[12]